# Anisoxya
Anisoxya är ett släkte av skalbaggar som beskrevs av Étienne Mulsant 1856. Anisoxya ingår i familjen brunbaggar.
Släktet innehåller bara arten Anisoxya fuscula.